# Tony DiLeo
Tony DiLeo (* 8. August 1955 in Philadelphia, Pennsylvania) ist ein US-amerikanischer Basketballtrainer und -funktionär. Er arbeitete erfolgreich als Trainer in Deutschland und betreute als solcher während der Saison 2008/09 interimsweise den NBA-Verein Philadelphia 76ers. DiLeo war von 2003 bis 2012 Vizepräsident der Philadelphia 76ers.

## Werdegang
Nach seiner Schulzeit an der Cinnaminson High School in New Jersey begann DiLeo ein Studium an der Tennessee Technological University (TTU) und spielte 1974 und 1975 für deren Basketballmannschaft Golden Eagles. Danach wechselte er in seine Heimatstadt an die La Salle University und spielte unter dem späteren NBA- und WNBA-Trainer Paul Westhead für die Explorers von 1976 bis 1978 in der NCAA.
Im Anschluss ging er nach Deutschland und wurde Trainer der Damen-Basketball-Bundesliga-Mannschaft DJK Agon 08 in Düsseldorf. In seinem ersten Trainerjahr in Düsseldorf gewann er gleich den zweiten Meistertitel des Vereins nach 1975, dem in ununterbrochener Reihenfolge sechs Meistertitel bis 1986 folgten. Im deutschen Pokalwettbewerb wurde diese Siegesserie nur 1982 unterbrochen, ansonsten wurde in allen Spielzeiten von Trainer DiLeo auch das Double gewonnen. In dieser Zeit blieb der Verein in 136 Spielen in deutschen Wettbewerben ungeschlagen, was DJK Agon 08 einen Eintrag im Guinness-Buch der Rekorde einbrachte. 1983 und 1986 erreichte Düsseldorf das Endspiel im Europapokal der Damen-Landesmeister, wo man jeweils AS Vicenza unterlegen war, das in jenem Jahrzehnt fünfmal den Europapokal gewannen. Zusätzlich fungierte DiLeo von 1981 bis 1985 als Trainer der deutschen Damen-Basketballnationalauswahl. 1984 veröffentlichte DiLeo ein Buch, der US-amerikanischen Spielern in Europa als Leitfaden dienen sollte. In einem weiteren Werk DiLeos beschrieb er die Regelunterschiede im Weltbasketball im Vergleich zur NBA und zur NCAA.
1986 wechselte er entlang des Rheins nach Köln und wurde Trainer der Herren-Bundesligamannschaft von BSC Saturn Köln. Auch hier gelangen DiLeo in der Folge bis 1988 zwei Meistertitel. 1987 wurde er zudem als Deutschlands Basketballtrainer des Jahres ausgezeichnet. Nach dem Ausstieg des Hauptsponsors Saturn half DiLeo mit, einen neuen Sponsor mit den Verantwortlichen des Istanbuler Sportvereins Galatasaray zu finden. Nach wenigen Monaten stieg aber auch dieser Geldgeber aus und der Verein ging insolvent.
1990 kehrte DiLeo in sein Heimatland zurück und arbeitete im Stab der Philadelphia 76ers, zunächst als Spielersichter und später als Trainerassistent von 1992 bis 1994. Im September 1994 galt DiLeo als Wunschkandidat des Deutschen Basketball-Bundes für das Amt des Bundestrainers für die deutsche Herren-Nationalmannschaft. DiLeo sagte ab und blieb in den Vereinigten Staaten. Ab 1999 arbeitete er bei den Philadelphia 76ers zunächst als „Direktor des Spielerpersonals“, bevor er 2003 stellvertretender Manager und Vizepräsident des Vereins wurde. Nach einem enttäuschenden Saisonbeginn bekam er im Dezember 2008 das Amt des Interimstrainers übertragen und führte die Mannschaft noch in die Play-offs um die Meisterschaft. Unter DiLeo gewann Philadelphia 32 Spiele und verlor 27. Er gab das Traineramt nach der Spielzeit 2008/09 wieder ab und kehrte auf seinen Posten als Vizepräsident zurück. Im September 2012 wurde er Manager der Philadelphia 76ers, dieses Amt übte er bis Mai 2013 aus.
Im September 2013 trat DiLeo eine Stelle als Spielersichter bei den Washington Wizards an. 2016 wechselte er in Washington ins Amt des „Direktor des Spielerpersonals“, später war er bei der Mannschaft als Direktor mit der Sichtung von Spielern auf Hochschulebene betraut.
Ab 2000 war Tony DiLeo regelmäßig als Gasttrainer bei den Basketball-Camps am Schloss Hagerhof zu Gast. Als Anerkennung seiner Arbeit und seiner Verdienste rund um die Veranstaltung wurde er in die Ruhmeshalle des Camps aufgenommen und mit einem Banner an der Hallendecke der Trainingshalle geehrt.
DiLeo ist mit der aus Rumänien stammenden Deutschen Ana Aszalos verheiratet und ihre gemeinsamen Söhne T. J. und Max wurden ebenfalls Basketballspieler. Der ehemalige deutsche Junioren- und A2-Nationalspieler T. J. spielte als Profi ab 2013 in Deutschland, während Max nach seinem Studium an der Monmouth University ebenfalls Profi in Deutschland wurde. Sein Bruder Frank war Spieler und Trainer in Deutschland, auch dessen Sohn David wurde Berufsbasketballspieler.